# Ornamento

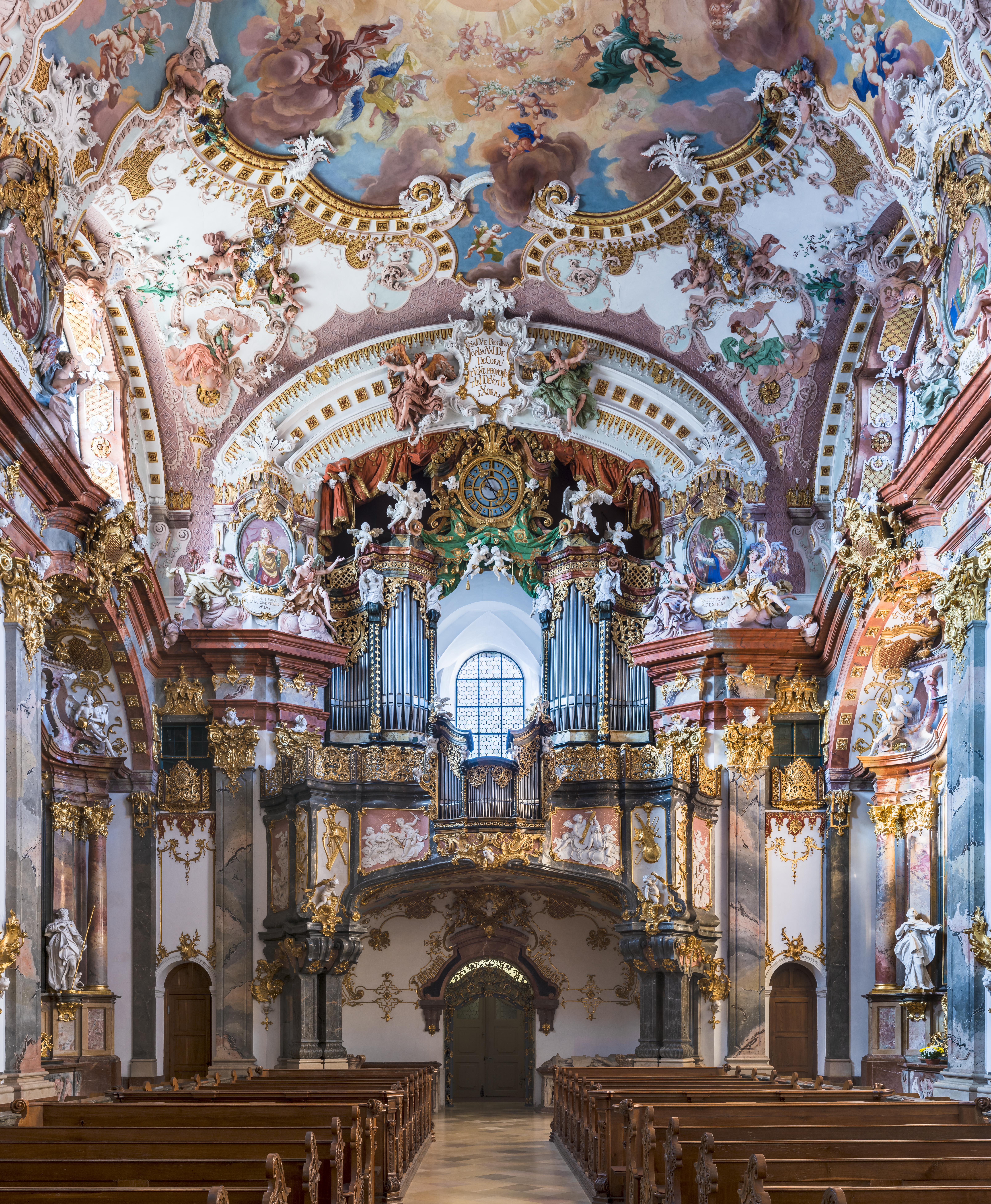
Interior rococó de la abadía de Wilhering (Wilhering, Austria), con un techo pintado en trampantojo, rodeado de estuco muy decorado.

Un ornamento o adorno es un elemento o composición que sirve para embellecer personas o cosas. Es un adorno, compostura o atavío que hace vistosa una cosa.
El variadísimo conjunto de ornamentos utilizados por los artistas para embellecer objetos u obras puede distribuirse en dos clases: simples y/o compuestos. Los primeros consisten en un solo motivo, ya aislado, ya repetido y combinado con otro en serie. Los segundos son una combinación de los elementales.
Los adornos simples se dividen a su vez en:
- caligráficos, cuyos motivos son trazos de escritura;
- geométricos, compuestos por líneas de la geometría; los hay a su vez de dos tipos: 
  - el de la línea continua;
  - el de línea interrumpida o adorno geométrico simplemente dicho;
- orgánicos, que pueden corresponder a seres del reino vegetal o del reino animal y se denominan, respectivamente, fitaria y zodaria.

Los adornos caligráficos tiene aplicación en los códices y en la arquitectura arábiga y sus derivados. En los códices se emplean de muy caprichosas formas, llegándose hasta producir figuras humanas y de animales fantásticos con meros trazos de pluma.